# Aleiodes testaceus
Aleiodes testaceus är en stekelart som först beskrevs av Maximilian Spinola 1808.  Aleiodes testaceus ingår i släktet Aleiodes och familjen bracksteklar. Arten är reproducerande i Sverige. Inga underarter finns listade i Catalogue of Life.